# Corasoides australis
Espèce
Corasoides australis est une espèce d'araignées aranéomorphes de la famille des Desidae.

## Distribution
Cette espèce est endémique d'Australie. Elle se rencontre au Victoria, en Nouvelle-Galles du Sud, dans le Sud du Queensland, en Australie-Méridionale, dans le Sud de l'Australie-Occidentale et en Tasmanie.

## Description
La carapace du mâle décrit par Humphrey en 2017 mesure 5,8 mm de long sur 4,5 mm et la carapace de la femelle mesure 5,7 mm de long sur 4,1 mm et l'abdomen 5,2 mm de long sur 3,7 mm.

## Publication originale
- Butler, 1929 : « Studies in Victorian spiders. No. 1 », Proceedings of the Royal Society of Victoria, vol. 42, p. 41-52.